# 32069 Mayarao
32069 Mayarao è un asteroide della fascia principale. Scoperto nel 2000, presenta un'orbita caratterizzata da un semiasse maggiore pari a 2,3725215 UA e da un'eccentricità di 0,0509438, inclinata di 7,34643° rispetto all'eclittica.